# متحف سالار جونغ
متحف سالار جونغ (بالإنجليزية: Salar Jung Museum)‏، هُو متحف فني يقع في منطقة دار الشفاء [الإنجليزية] على الضفة الجنوبية لنهر موسي [الإنجليزية] في مدينة حيدر أباد بولاية تيلانجانا في الهند. يُعد المتحف أحد أبرز المتاحف في الهند، وقد افتُتح في 16 ديسمبر 1951.
يحتوي المُتحف على مجموعة مُتنوعة من المنحوتات واللوحات والمنسوجات والمخطوطات والمصنوعات المعدنية والساعات والأثاث، يتنوع مصدرها بين مناطق عدة أبرزها اليابان والصين وبورما ونيبال والهند وإيران ومصر وأوروبا وأمريكا الشمالية.

## تاريخ
نواب مير يوسف علي خان [الإنجليزية] أو سالار جونغ الثالث (1889-1949) كان من أبرز شخصيات عائلة سالار جونغ [الإنجليزية] في حيدر أباد، وقد شغل منصب رئيس وزراء ولاية حيدر آباد [الإنجليزية]. خلال فترة توليه لرئاسة الوزراء، جمع نواب مير يوسف العديد من القطع الأثرية من جميع أنحاء العالم.

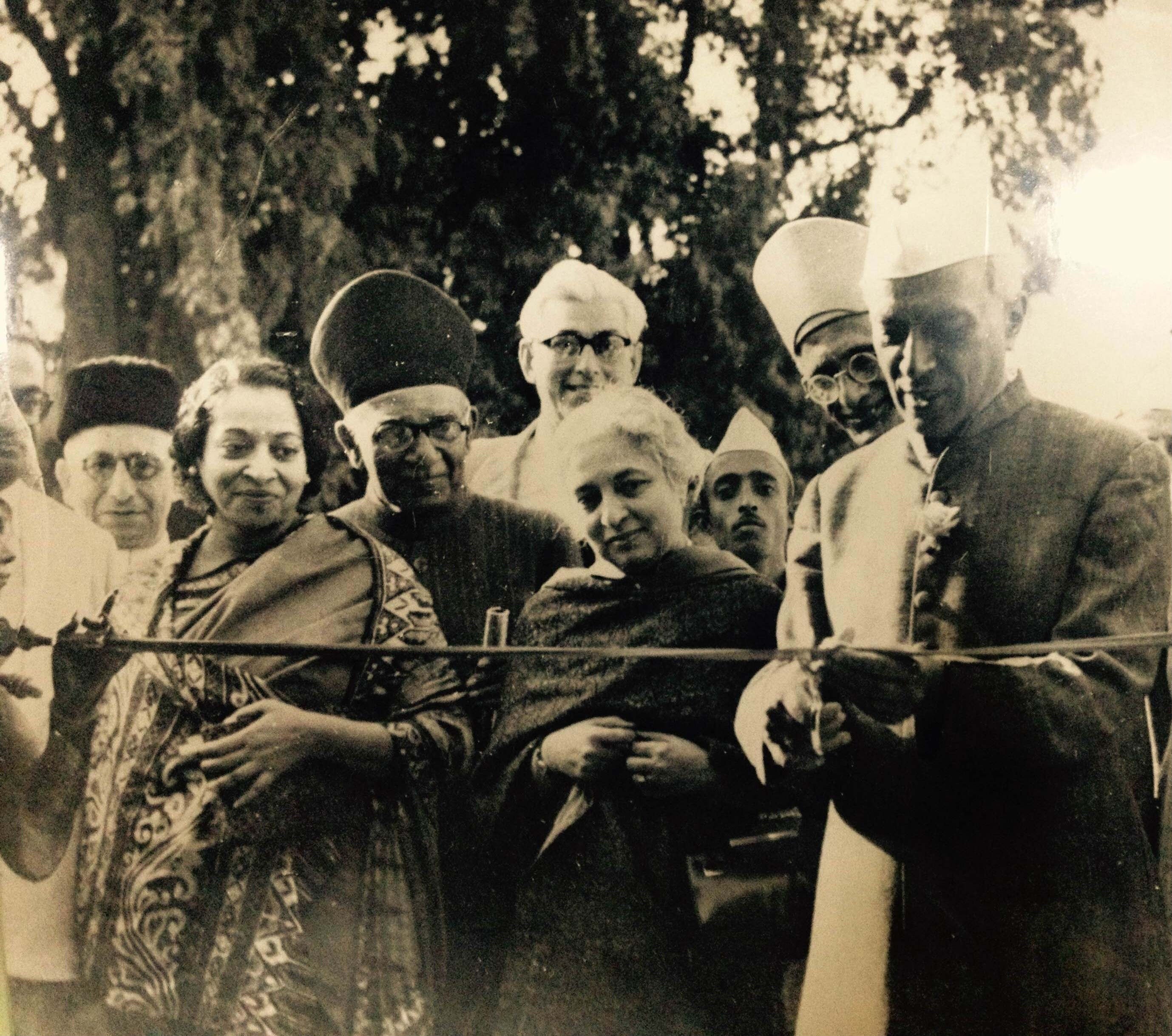
صورة لمشهد افتتاح متحف سالار جونغ على يد رئيس الوزراء جواهر لال نهرو سنة 1951.

بعد وفاته سنة 1949، تُركت هذه القطع الأثرية التي جمعها نواب مير يوسف في قصر أجداده ديوان ديفدي [الإنجليزية]. عُرضت كافة هذه القطع هناك على شكل متحف خاص سُمي متحف سالار جونغ، وقد افتتحه جواهر لال نهرو في 16 ديسمبر 1951.
يعتقد البعض أن المعروضات الحالية بالمتحف لا تُشكل سوى نصف عدد القطع الفنية الأصلية التي كان نواب مير يوسف قد جمعها، حيث أن بعضا من موظفيه استولوا على جزء من تلك القطع الأثرية.
في 1968، انتقل المُتحف إلى موقعه الحالي في منطقة دار الشفاء [الإنجليزية]، وهُو حاليا تحت إدارة مجلس أمناء يرأسه حاكم تيلانغانا، وذلك بموجب قانون متحف سالار جونغ الذي صدر سنة 1961. سُرقت بعض القطع الفنية أثناء نقل المتحف من ديوان ديفدي [الإنجليزية] إلى موقعه الحالي.
في 2003، وقعت إدارة المتحف مذكرة تفاهم مع البعثة الوطنية للمخطوطات [الإنجليزية]، أُعلن بموجبها المُتحف مركزًا لحفظ المخطوطات.
في 2006، اندلع حريق في قاعة في مبنى المتحف، إلا أنه أُخمد بسرعة ولم تتضرر أي من المعروضات والقطع الأثرية. بعد هذا الحريق، طُور من مُعدات وإجراءات السلامة داخل المُتحف.

## المعروضات

### الهندية
يضُم "معرض المؤسس" صورًا لسالار جونغ الثالث وصورا لأفراد آخرين من عائلة سالار جونغ.
يشمل قسم المعروضات الهندية خناجر مصنوعة من اليشم ترجع لحقبة حُكم سلاطين مغول الهند جهانجير ونور جهان وشاه جهان، وأسلحة ترجع لكُل من أورنجزيب وتيبو سلطان ومحمد شاه وبهادور شاه أبو الحسن قطب شاه.
توجد بالمُتحف لوحات من مدارس وأساليب رسم هندية عدة، أبرزها الأسلوب الموغالي والأسلوب الراجاستاني [الإنجليزية] والأسلوب الثانجافوري والأسلوب الديكاني [الإنجليزية]. كما تُعرض بالمُتحف منحوتات هندية من فترتي غاندارا وتشولا.
يحتوي المتحف أيضًا على مجموعة من الأعمال الفنية الهندية الحديثة من المدرسة البنغالية [الإنجليزية]. حيث تُعرض أعمال عدة رسامين أبرزهم رجا رافي فارما وعبد الرحمان شوغتاي [الإنجليزية] ومقبول حسين وكريشنا هيبار [الإنجليزية] ورابيندراناث طاغور وأبانيندراناث طاغور [الإنجليزية] وناندالال بوز [الإنجليزية].

### الغربية
في 1876 وخلال رحلة له إلى فرنسا، حصل مير تراب علي خان [الإنجليزية] (سالار جونغ الأول) على منحوتة مفيستوفيليس ومارغاريتا [الإنجليزية] الفريدة من نوعها. كما سافر مير تراب أيضًا إلى روما، واشترى تمثال ريبيكا المحجبة [الإنجليزية] الرخامي.
كان لعائلة سالار جونغ تاريخ في جمع الأعمال الفنية، وقد وُضعت غالبية القطع التي جمعها كُل من سالار جونغ الأول والثاني والثالث داخل متحف سالار جونغ.
تُعرض في المتحف أيضا لوحات من الفن الأوروبي وخصوصا من المدارس البريطانية والفرنسية والإيطالية. ومن بين الفنانين البارزين الذين تُعرض أعمالهم كاناليتو وويليام أدولف بوجيرو وفرانشيسكو هايز.
تضم مجموعة الأثاث المعروضة بالمتحف قطعًا ترجع لعهد الملك لويس الرابع عشر ونابوليون بونابرت. بلغ ما جمعه سالار جونغ الثالث حوالي 43 ألف قطعة أثرية و50 ألف كتاب ومخطوطة، لكن لا يُعرض منها حاليا في المتحف سوى عدد قليل.

### الشرقية
يضُم القسم الشرقي من المتحف أعمال فنية يابانية، وتُحفا خزفية وسيوف ساموراي، ومنحوتات من الصين واليابان والتبت وبورما.

### المصاحف
يضُم المُتحف مجموعة متنوعة من المصاحف من جميع أنحاء العالم، بخطوط وتصميمات مختلفة. كما توجد كذلك بالإضافة إلى المصاحف، كتب دينية أخرى.

### الساعات

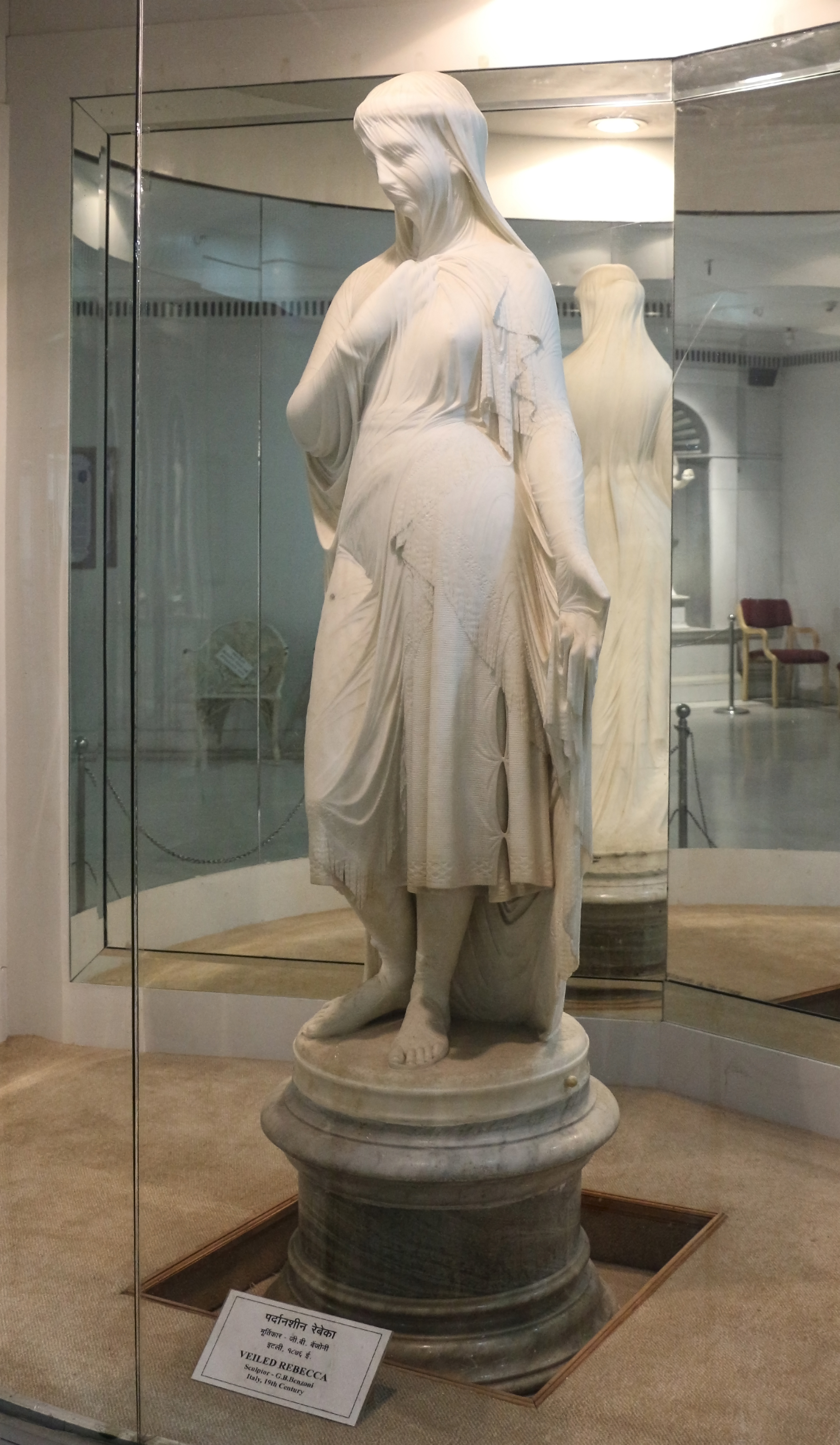
تمثال ريبيكا المحجبة للفنان جيوفاني ماريا بينزوني (1863)

تتواجد بالمُتحف مجموعة متنوعة من الساعات وذلك في غرفة مُخصصة بها، وتتنوع من الساعات الشمسية القديمة إلى الساعات الضخمة والحديثة من القرن العشرين. كما وتتنوع من الساعات المصغرة التي تحتاج إلى عدسة مكبرة لعرضها عن كثب، إلى ساعات الجد الفخمة من دُول مثل فرنسا وألمانيا وإيطاليا وسويسرا وبريطانيا.
من بين أنواع الساعات بالمُتحف كذلك ساعات قفص الطيور وساعات الأقواس [الإنجليزية] وساعات الجد وساعات الهيكل [الإنجليزية] وغيرها. يحتوي المُتحف أيضًا على نماذج لساعات صُنعت خلال فترة حُكم كُل من لويس الخامس عشر ولويس السادس عشر ونابليون الأول.
أعلن البرلمان الهندي المُتحف مؤسسة ذات أهمية وطنية [الإنجليزية].

### العملات المعدنية
تتواجد بالمُتحف أيضا مجموعة عملات معدنية مُكونة من حوالي 600 قطعة نقدية، تتنوع في حقبتها التاريخية من إمبراطورية فيجاياناغارا إلى إمبراطورية البهمنيين والإمبراطورية المغولية والهند الحديثة. كما توجد قطع نقدية أخرى يبلغ عمرها 2300 عام، وأخرى ترجع لحقبة الإمبراطورية الكوشانية. غالبية العملات المعدنية المعروضة في المتحف مصنوعة من الفضة والنحاس والرصاص.

## أقسام المتحف
الشكل العام لمبنى المتحف نصف دائري، ويتوفر على 38 صالة عرض موزعة على طابقين. يحتوي الطابق الأرضي على 20 صالة عرض، في حين يضم الطابق الأول 18 صالة عرض. تُخطط إدارة المتحف لإنشاء قسم جديد خاص بالتراث الإسلامي، سيُخصص لعرض القطع الأثرية الإسلامية والمصاحف القديمة.
إلى جانب صالات العرض، توجد بالمُتحف مكتبة مرجعية وغرفة قراءة وقسم للنشر والتعليم ومختبر لحفظ المواد الكيميائية وكافيتريا.

## معرض صور

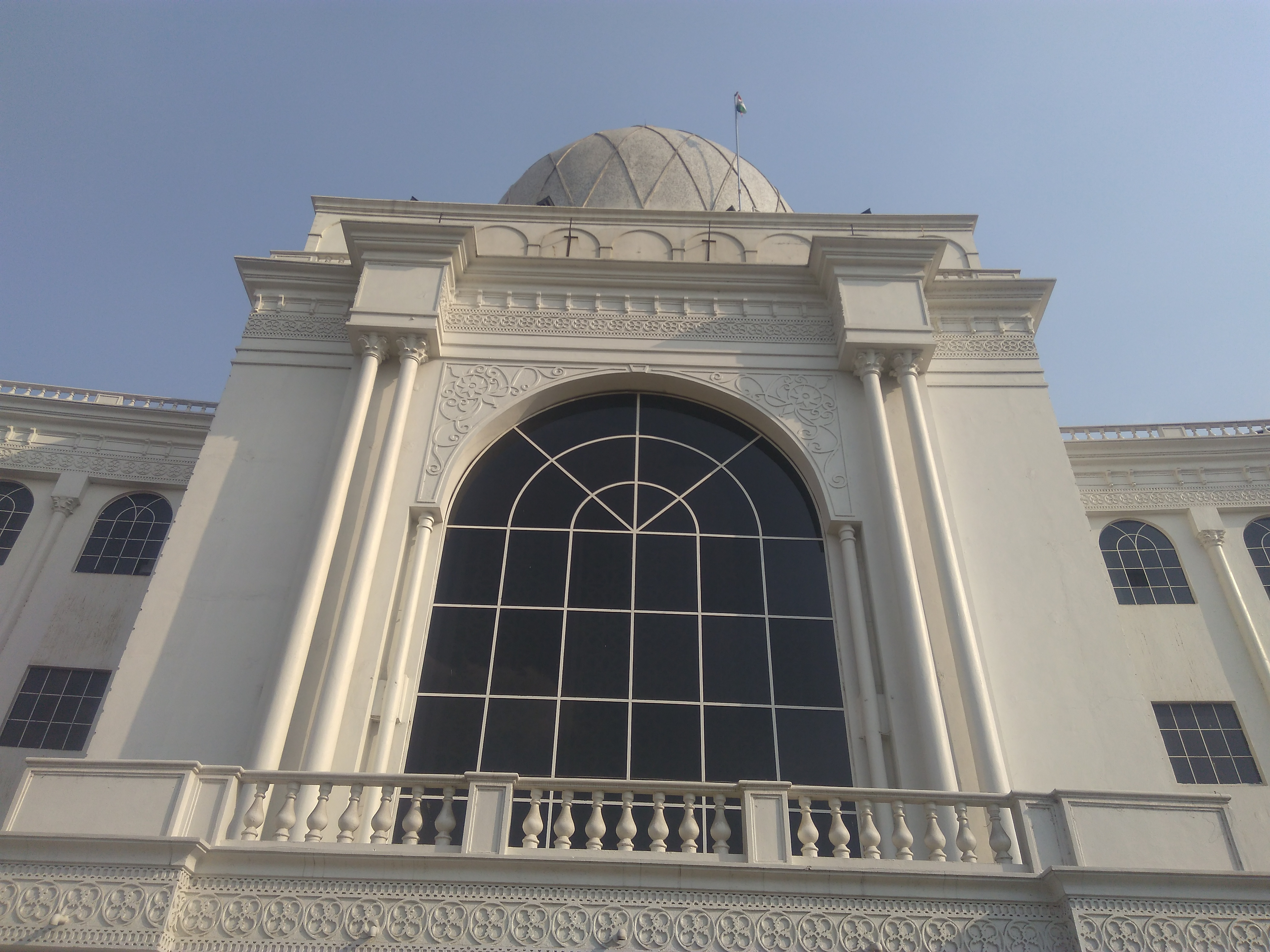
صورة من أمام المتحف.
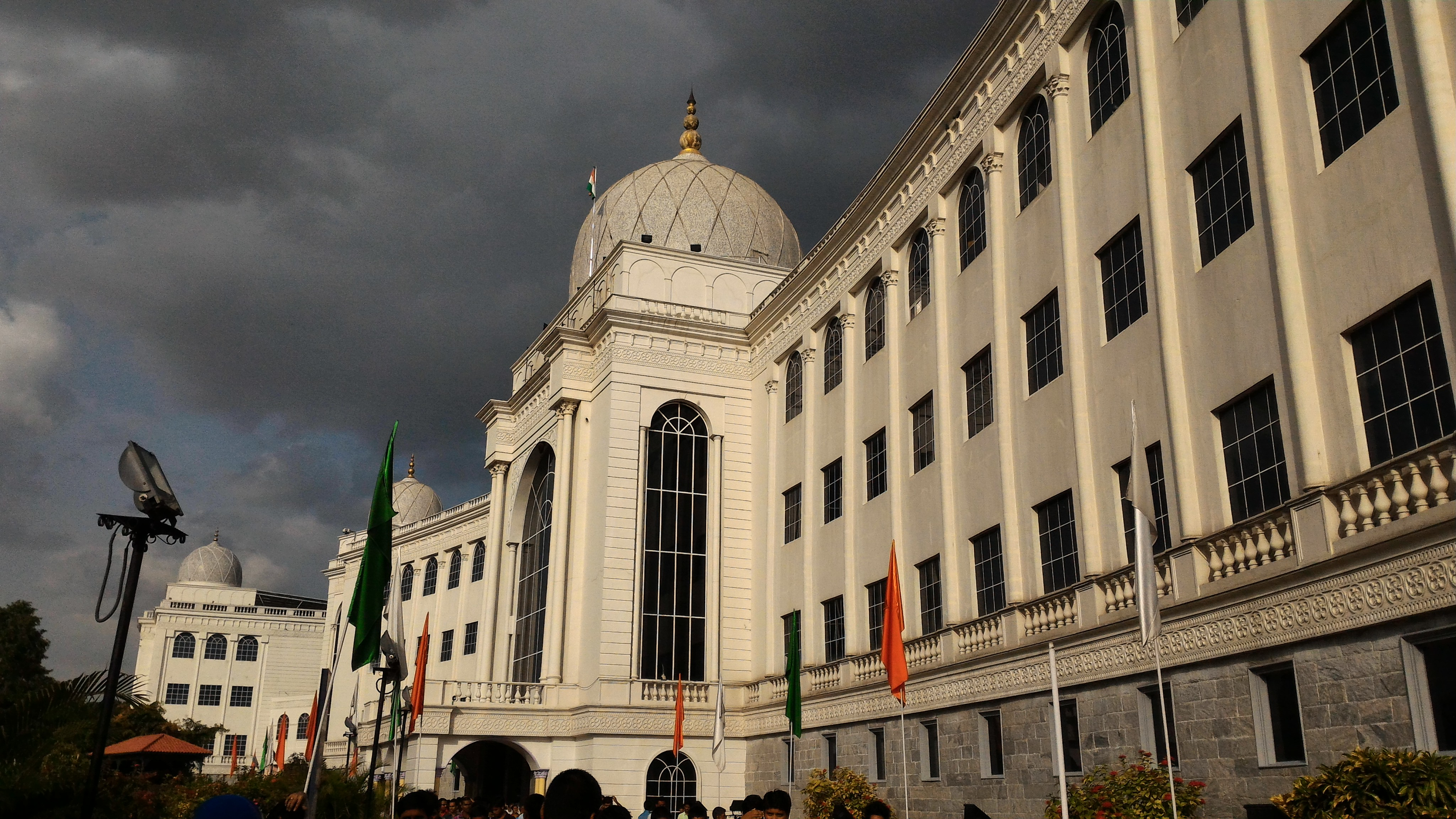
مبنى المُتحف.
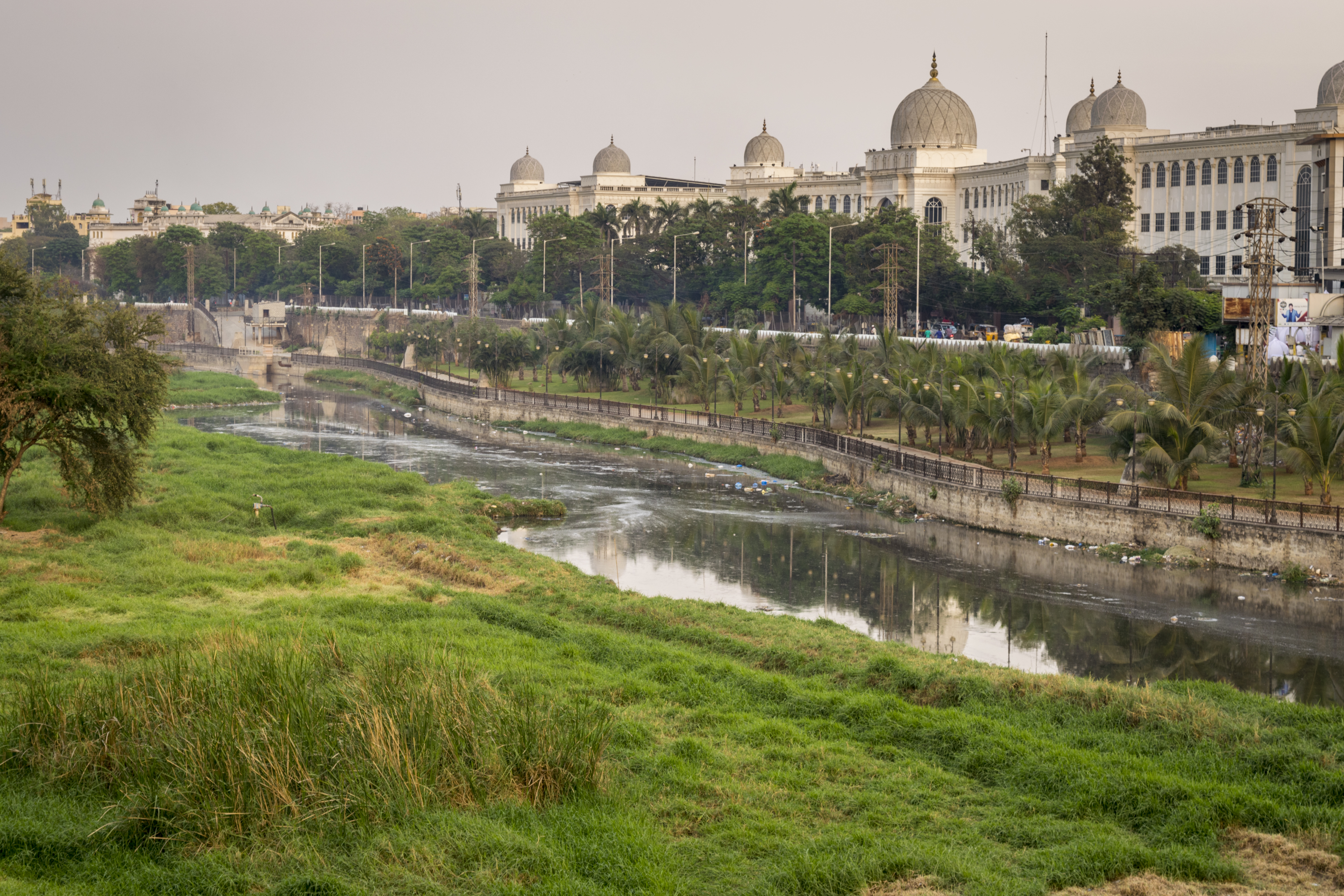
صورة للمبنى بمُحاذاة نهر موسي  [لغات أخرى]‏.
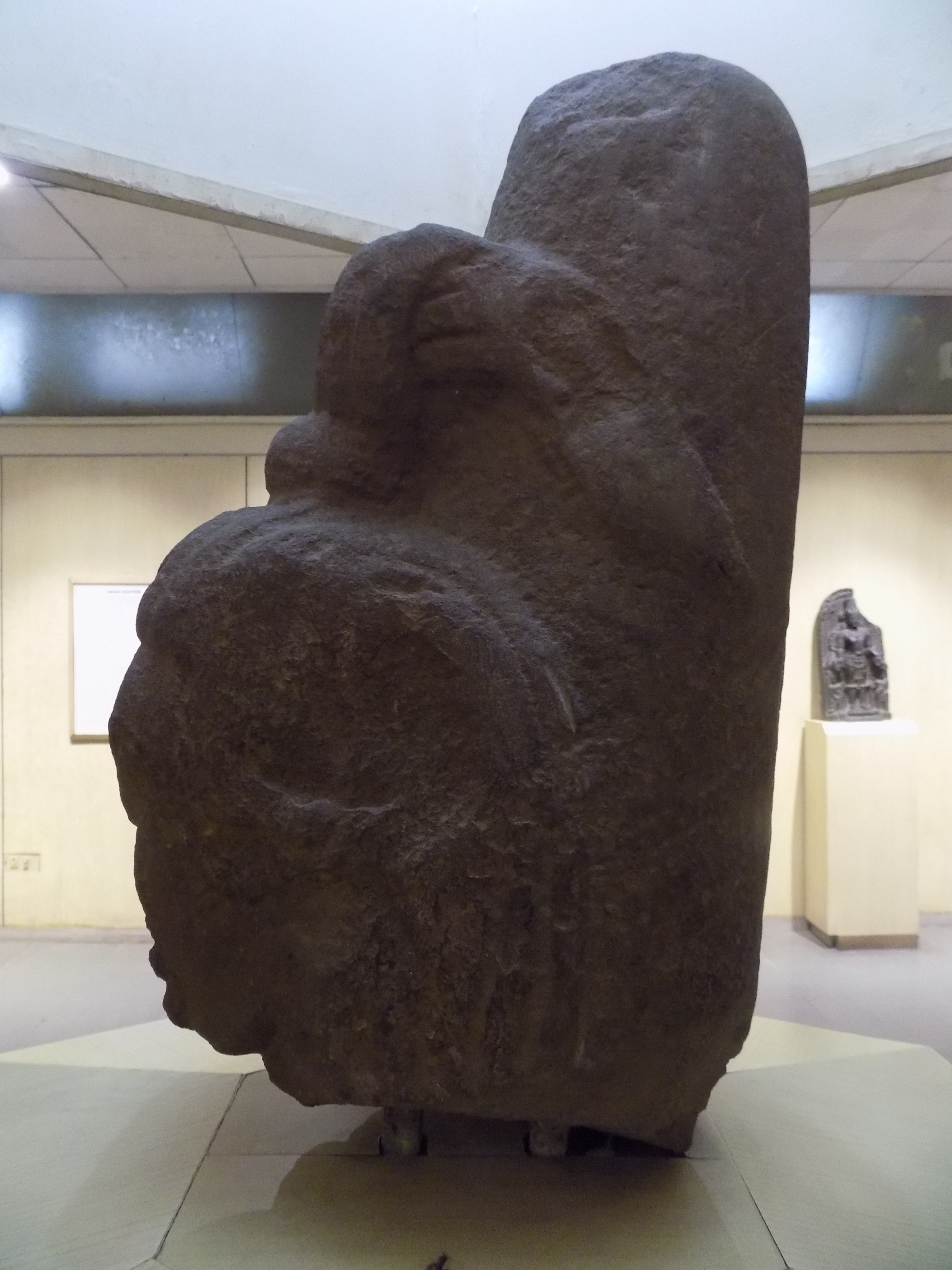
قطعة أثرية ترجع للقرن الرابع أو الخامس الميلادي.
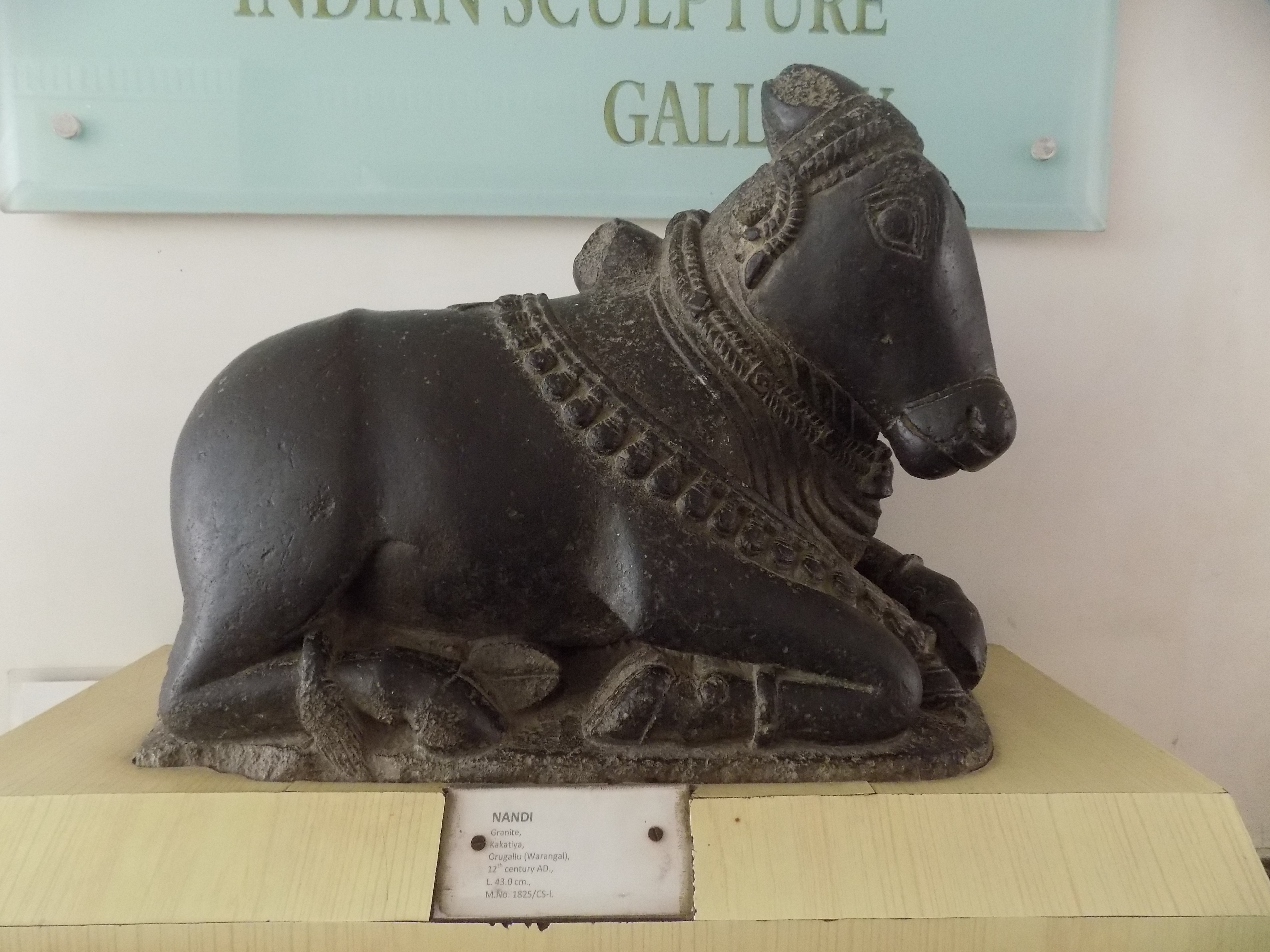
ناندي، القرن 12م.
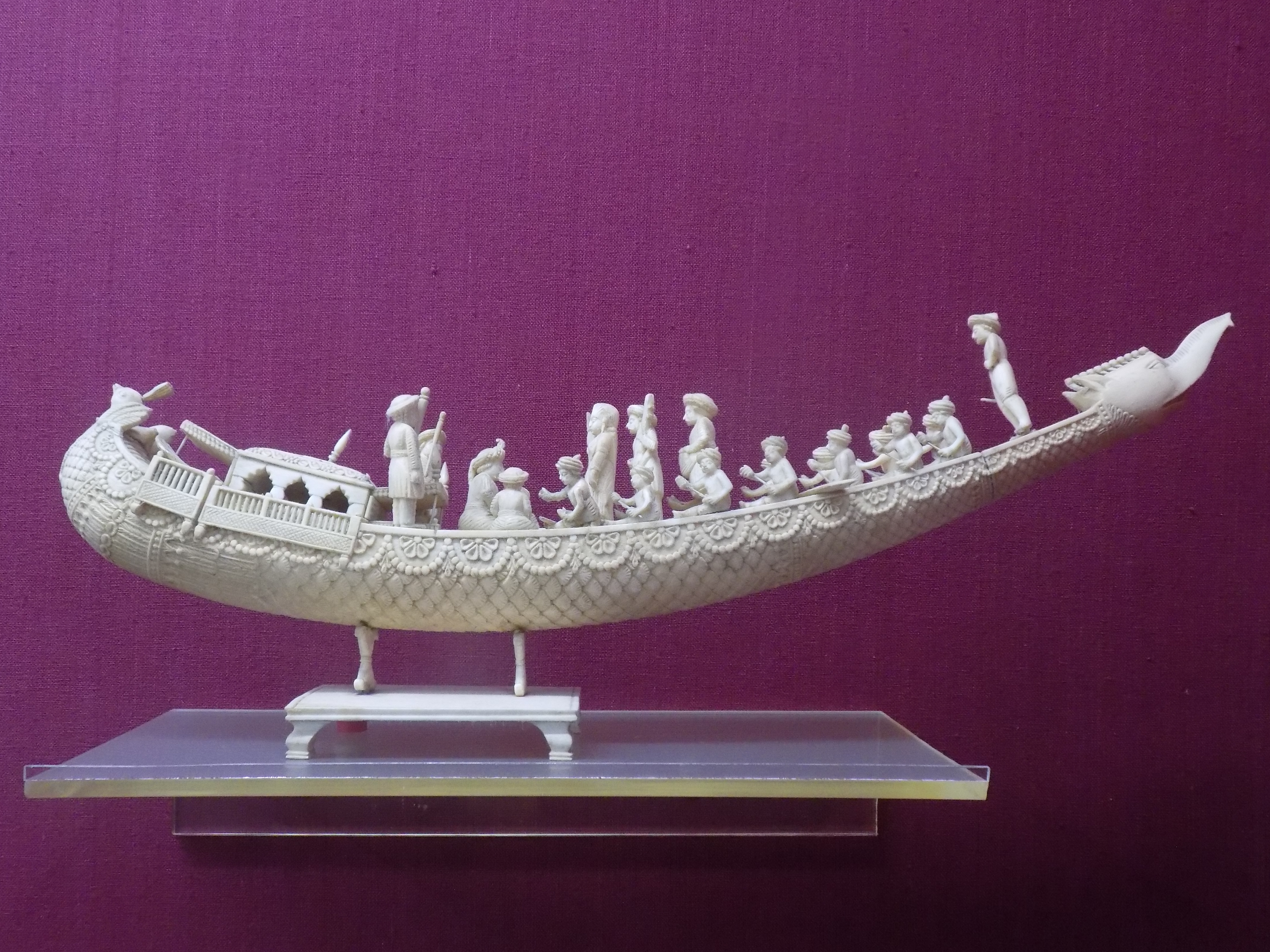
مايور بانخي مصنوع من العاج.
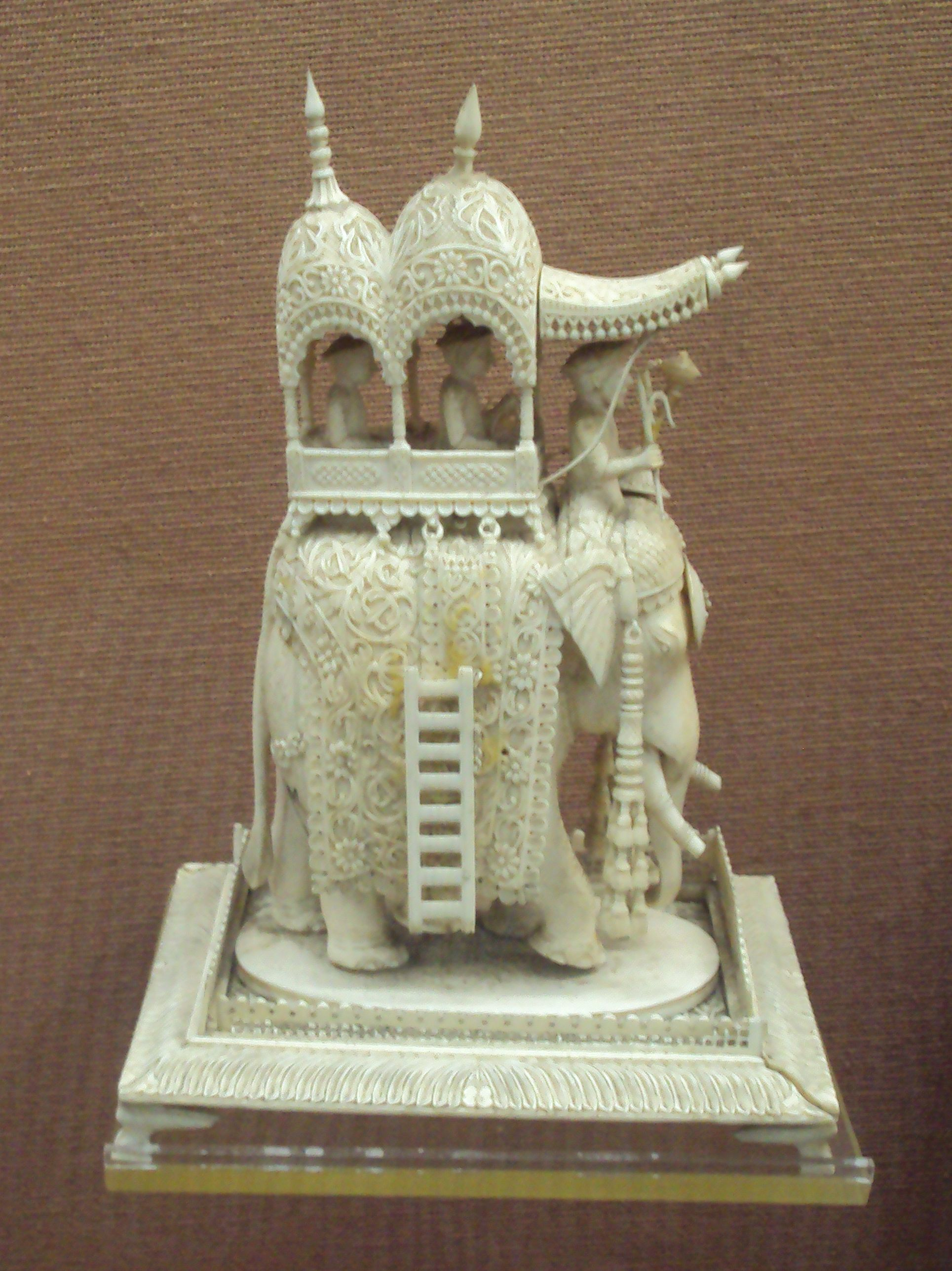
فيل ملكي مصنوع من العاج.
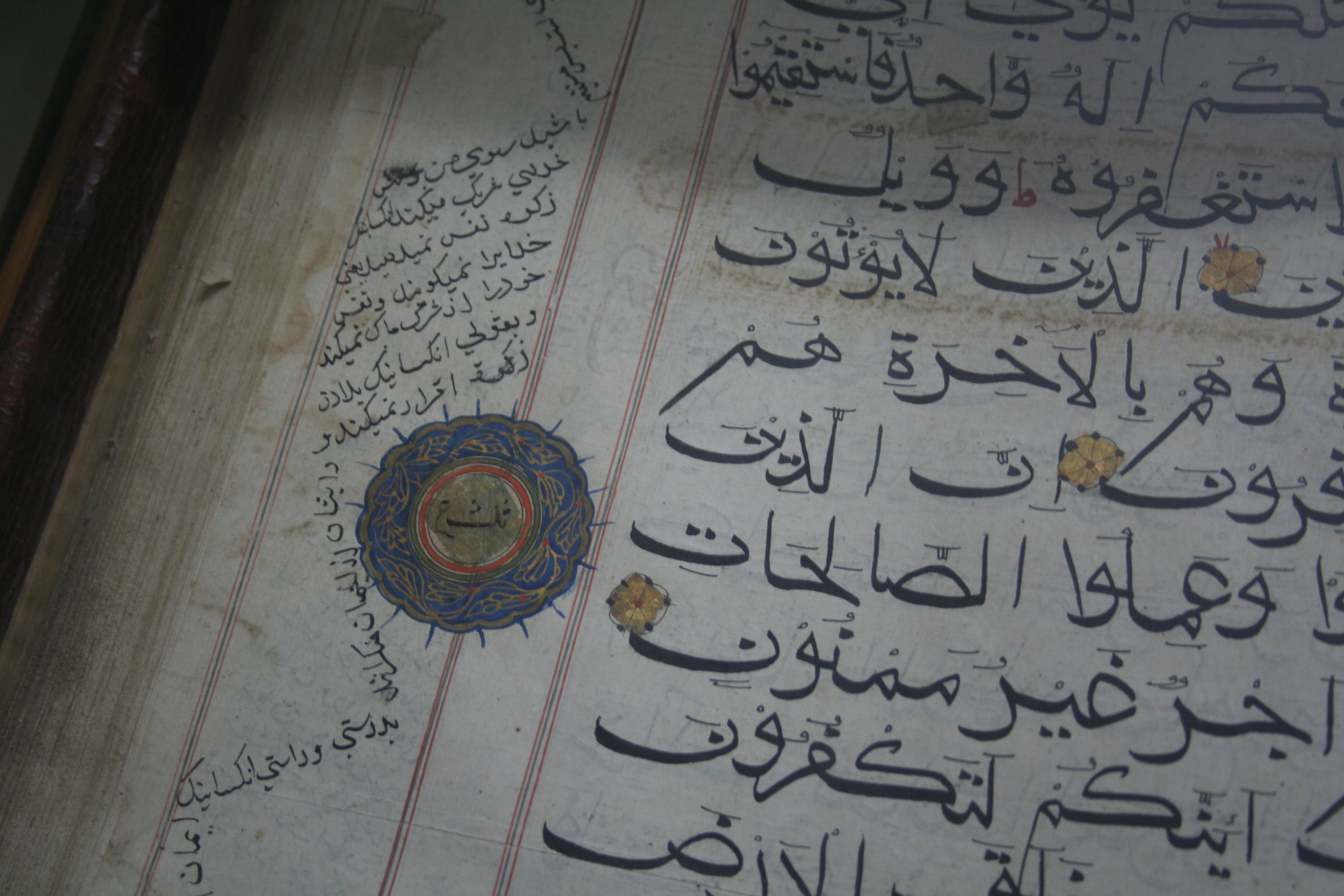
نموذج للخط العربي من مصحف.
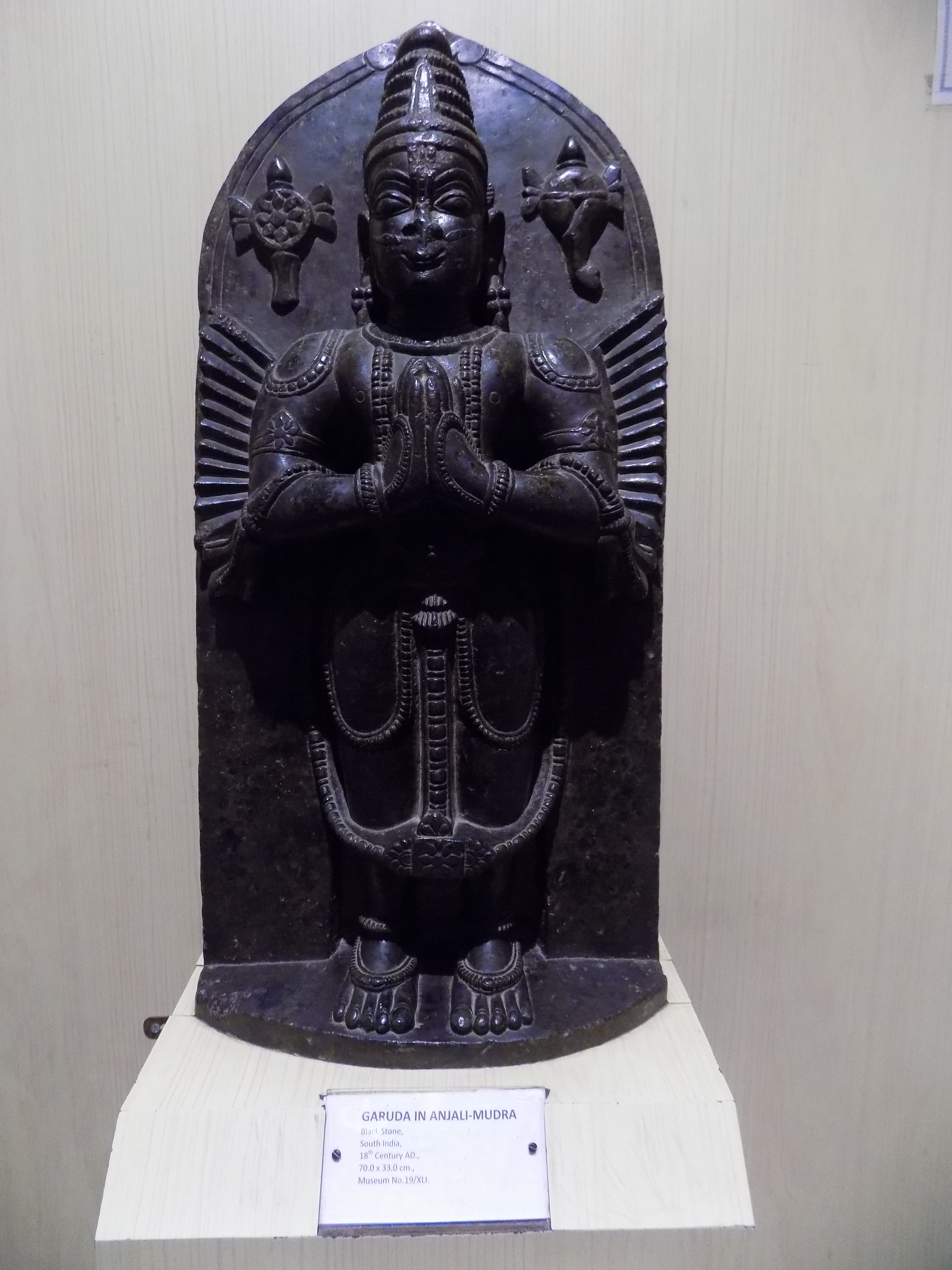
جارودا، القرن 18م.
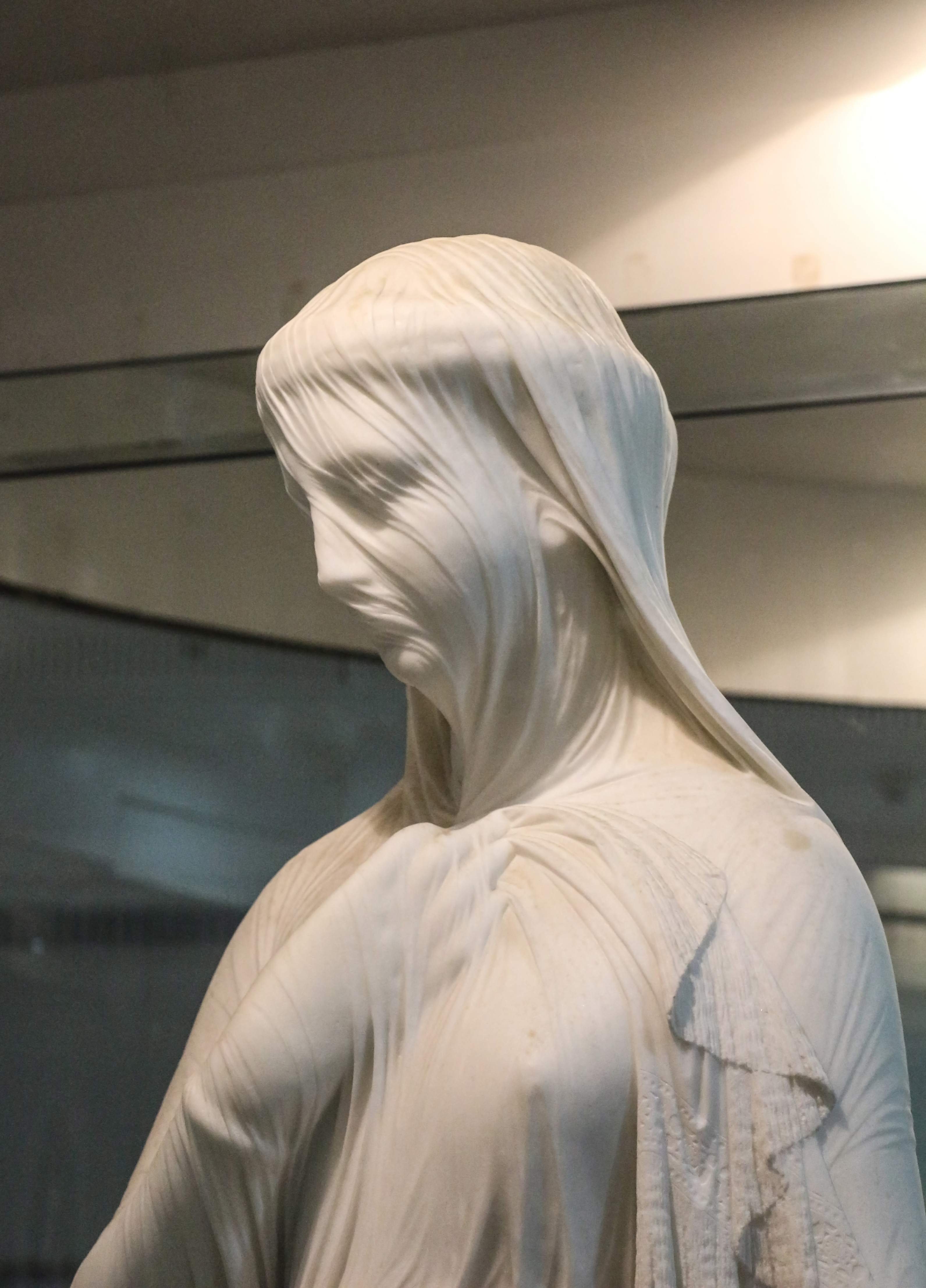
تمثال ريبيكا المحجبة [الإنجليزية] الرخامي، 1863.
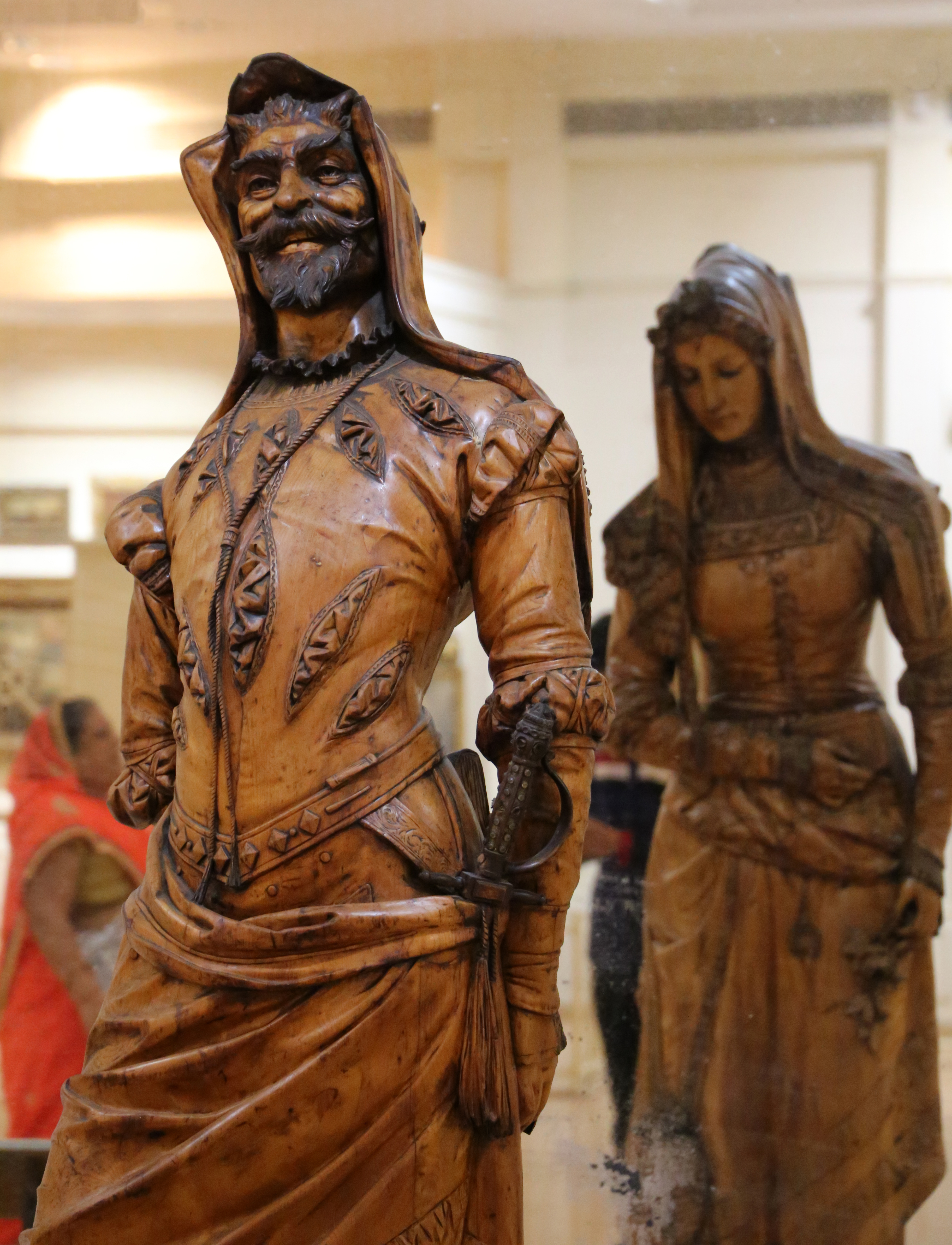
منحوتة مفيستوفيليس ومارغاريتا [الإنجليزية]، 1876.
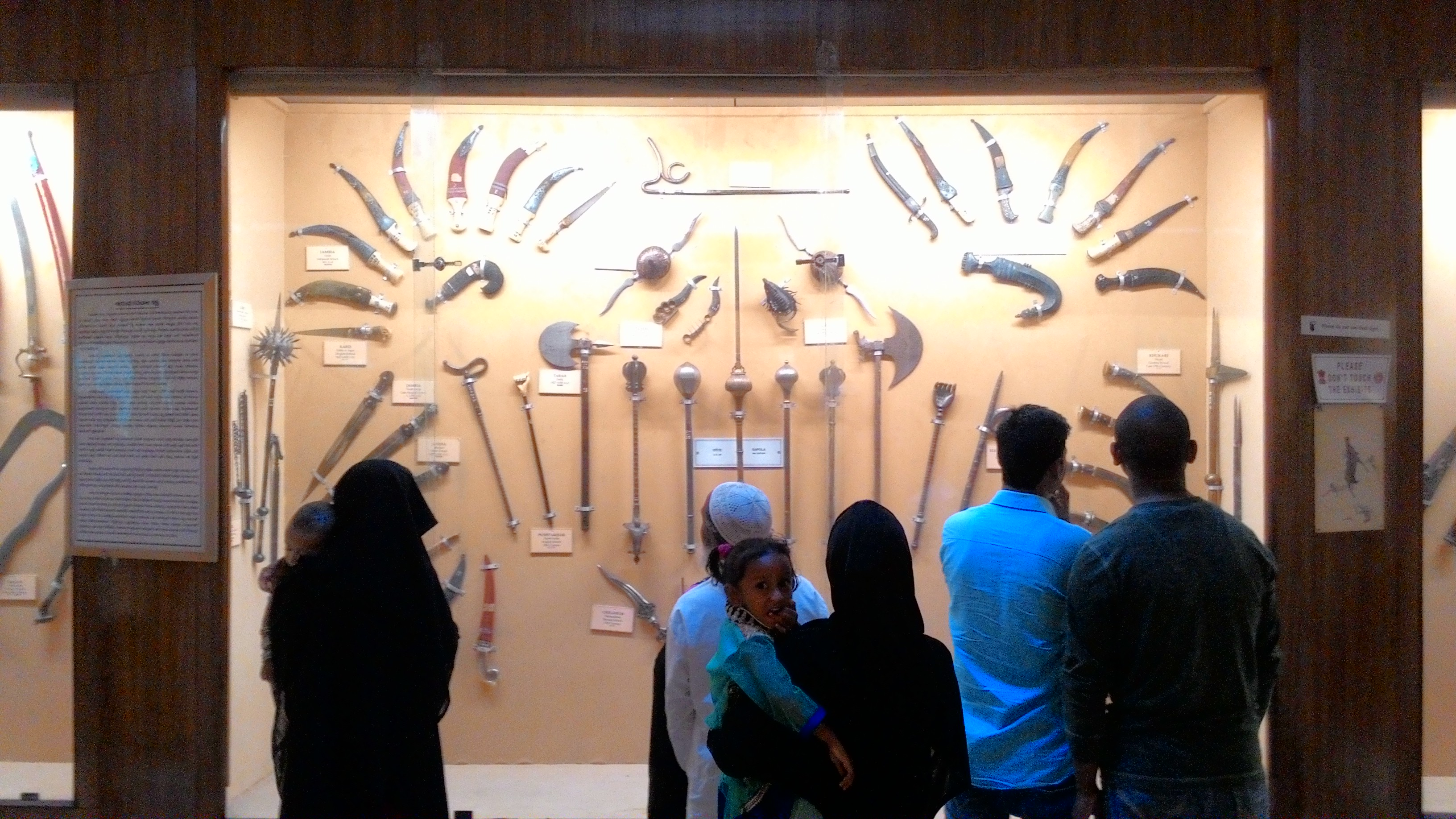
خناجر ومطارق قديمة.
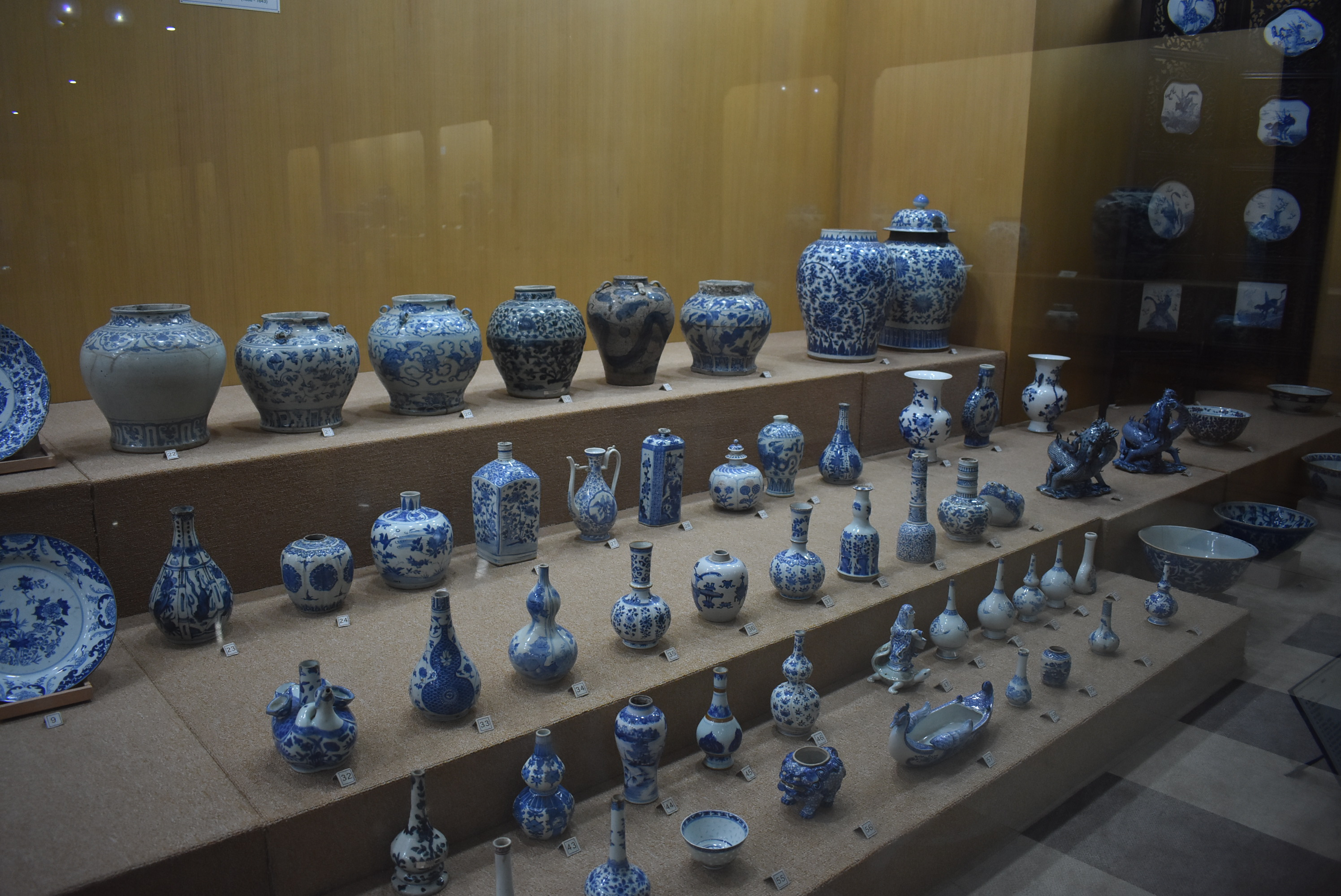
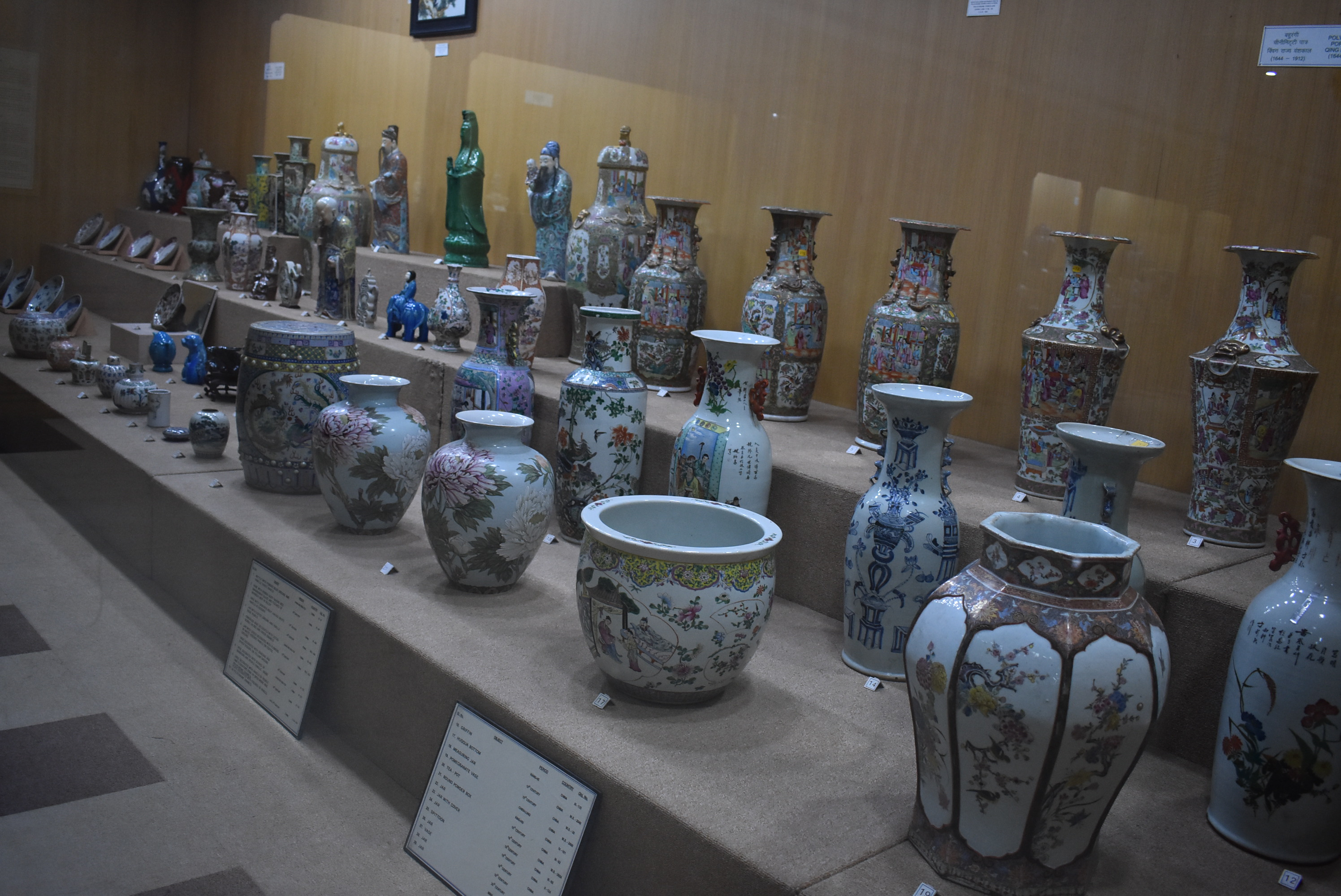
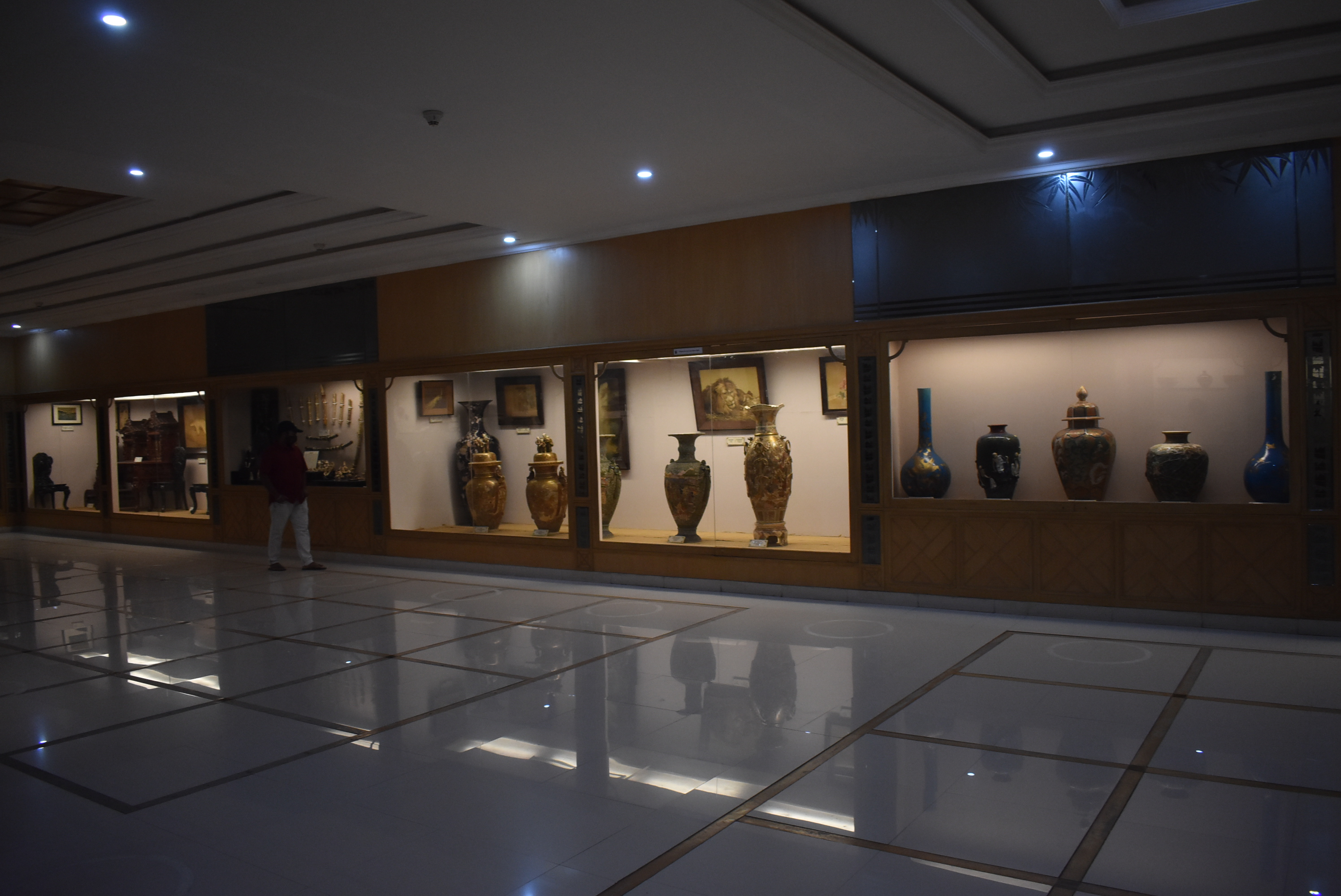
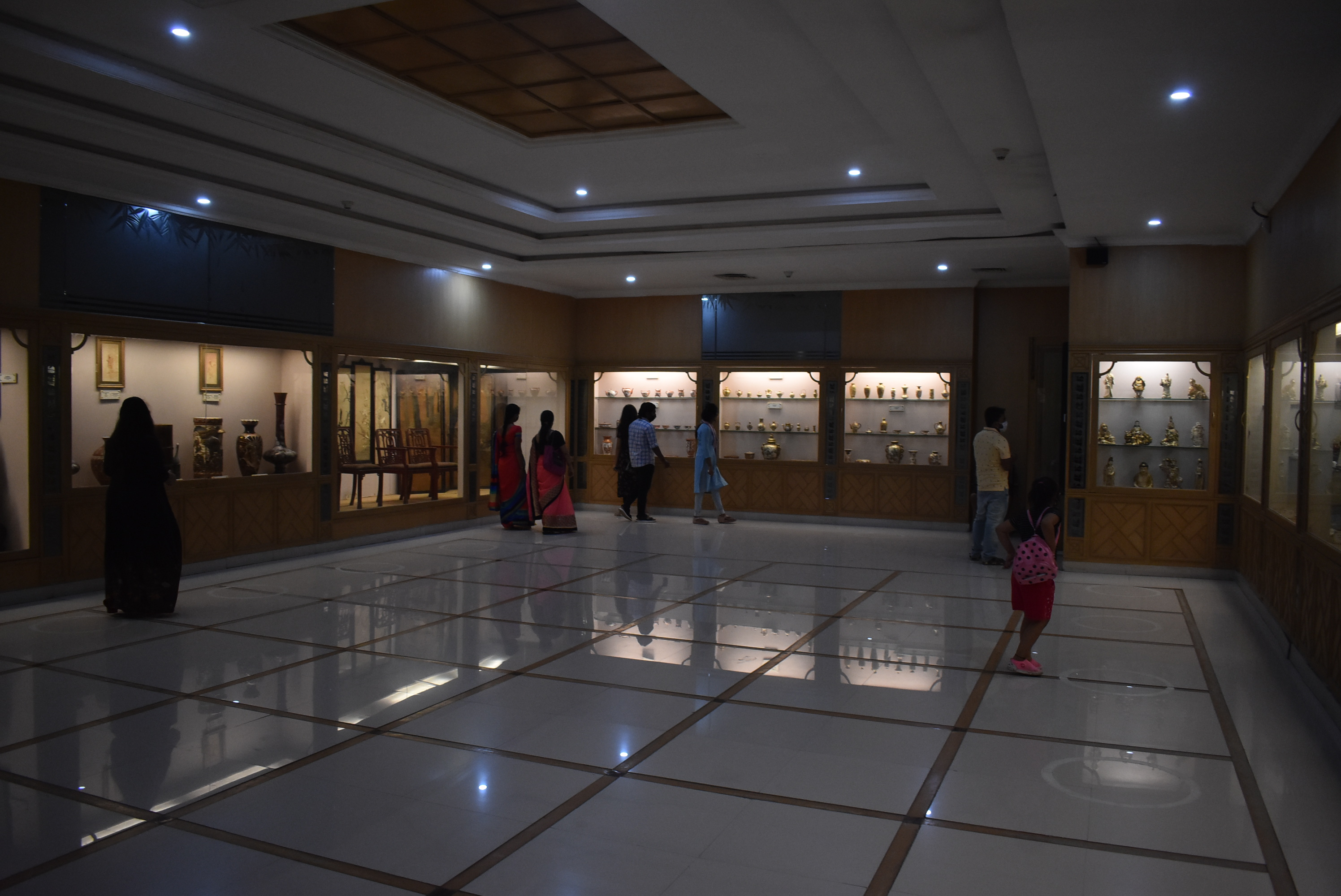
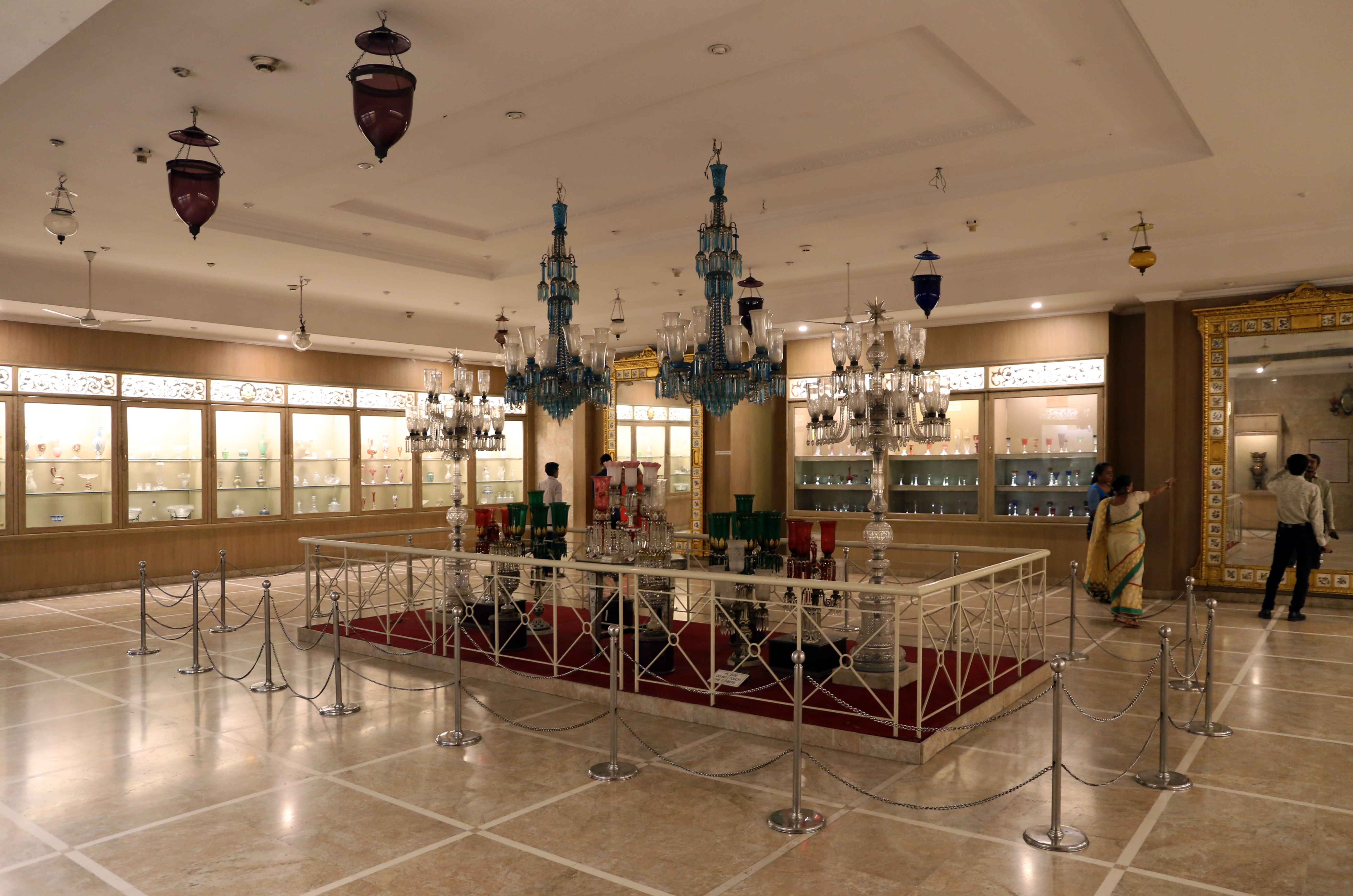
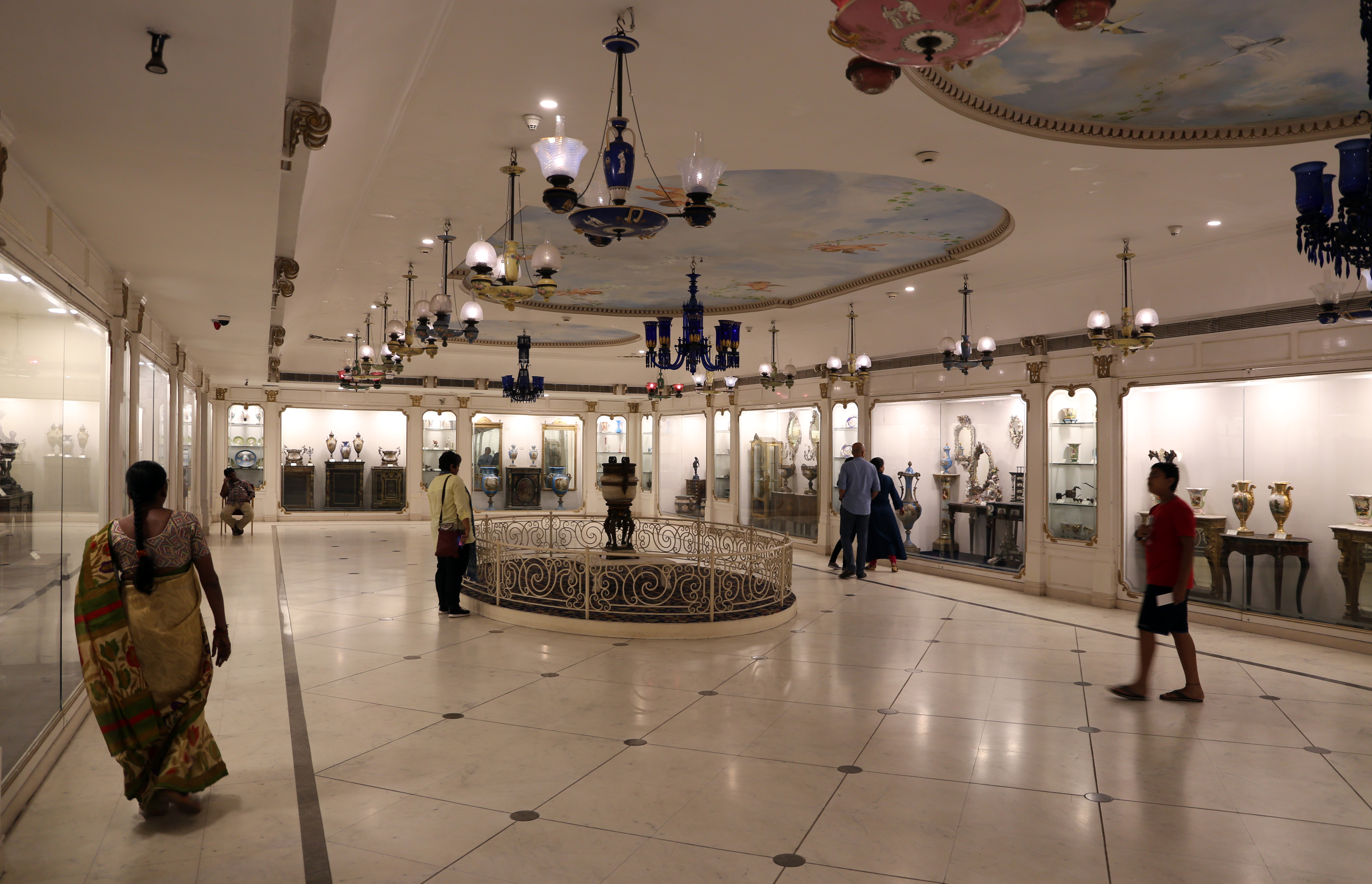
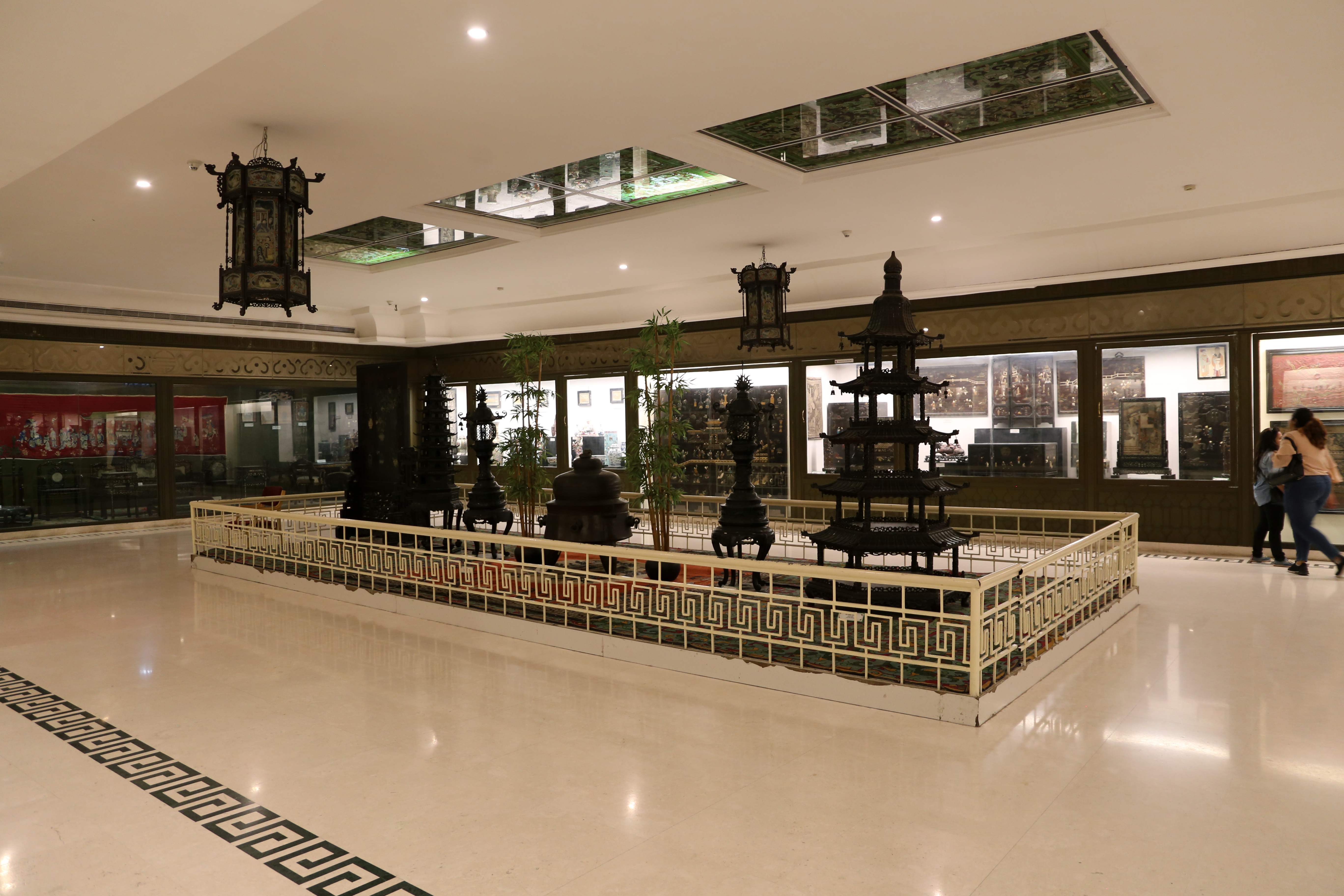
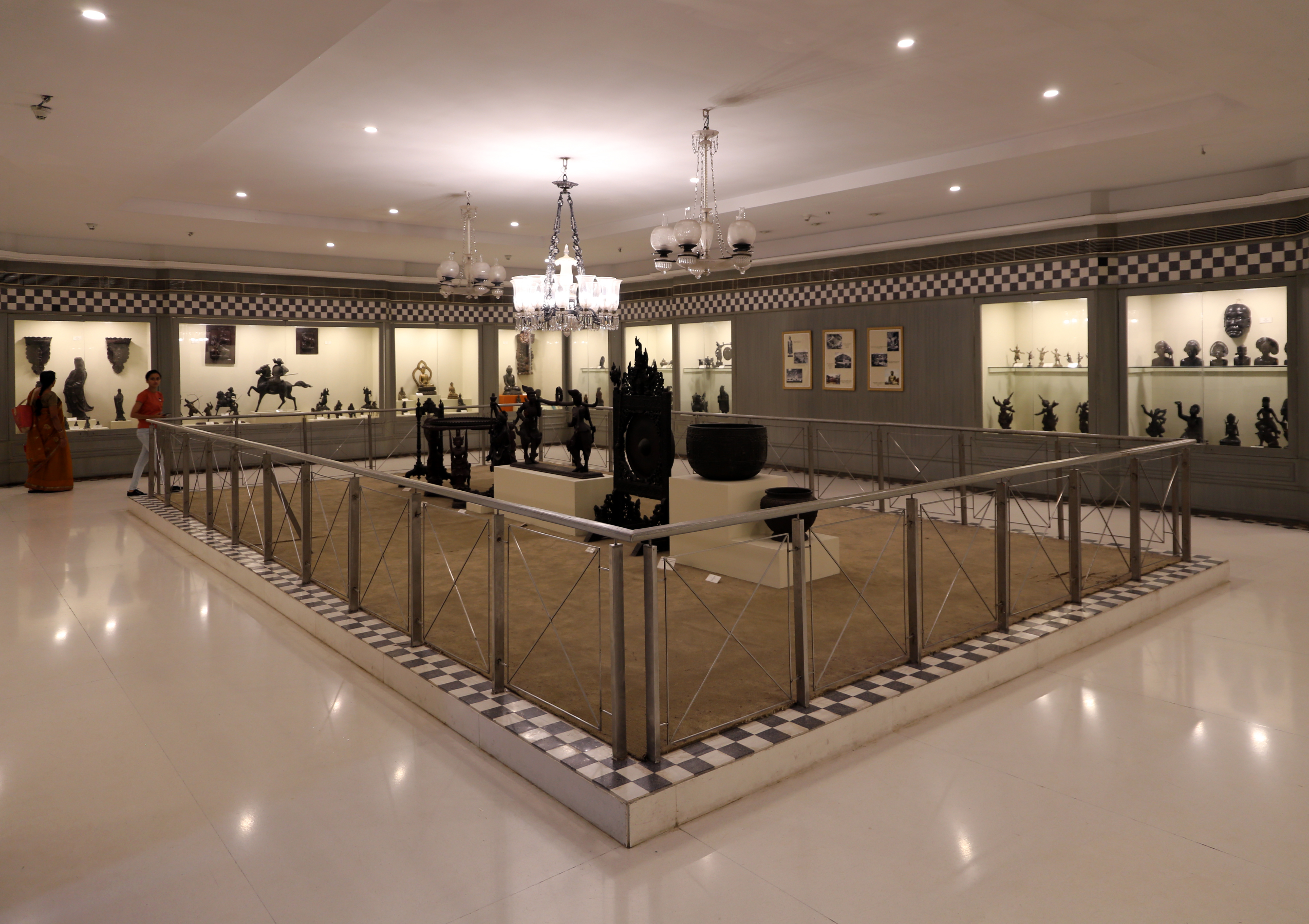
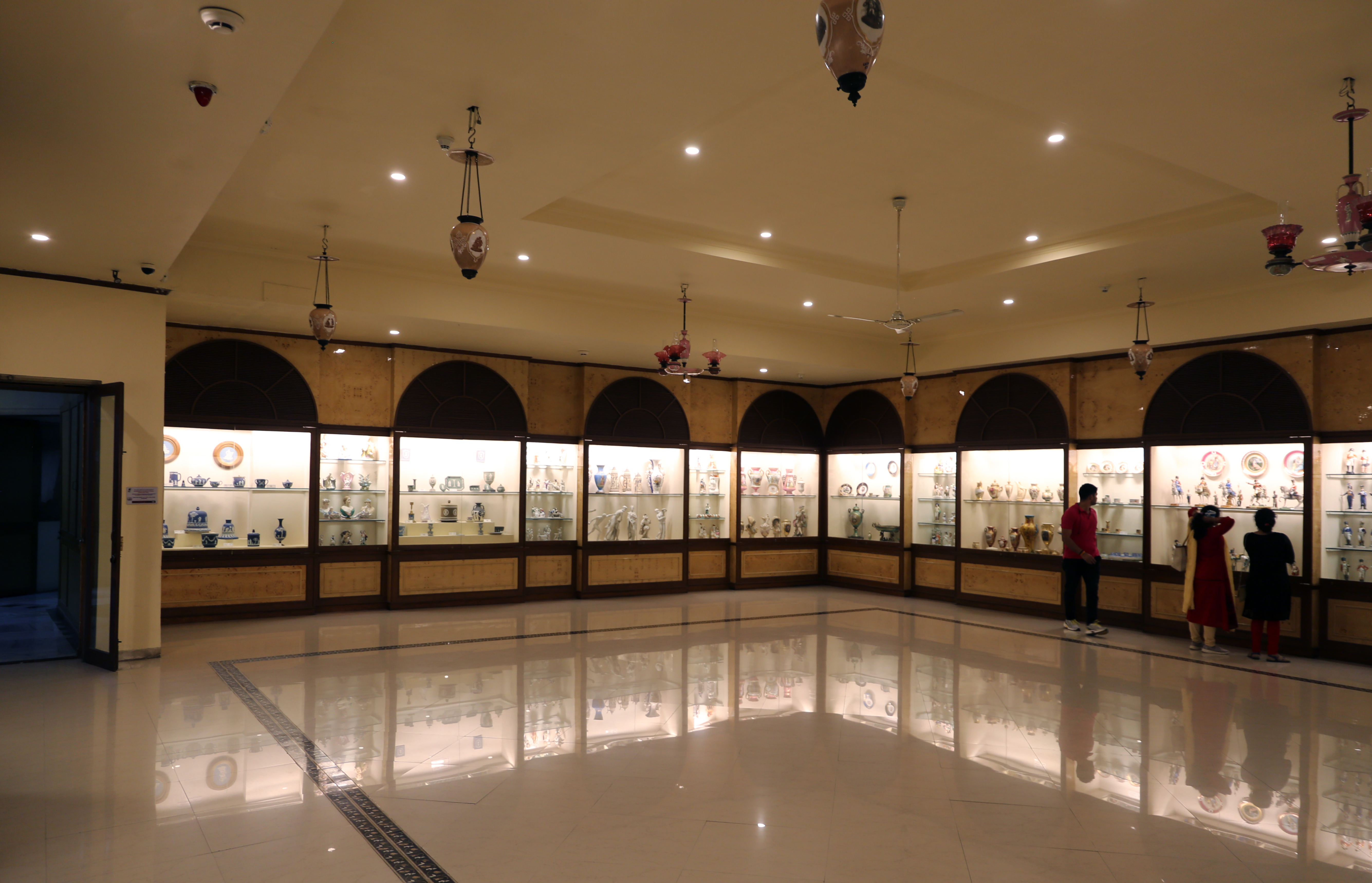

## أنظر أيضا
- السياحة في الهند